# Song Lizong
Song Lizong (zijn persoonlijke naam was Zhao Yun) (1205 - 1264) was keizer van de Chinese Song-dynastie (960-1279). Hij regeerde van 1224 tot 1264.